# Fuchsia inflata
Fuchsia inflata är en dunörtsväxtart som beskrevs av Schulze-menz. Fuchsia inflata ingår i släktet fuchsior, och familjen dunörtsväxter. Inga underarter finns listade i Catalogue of Life.